# رومالد ماری
رومالد ماری (انگلیسی: Romuald Marie؛ زادهٔ ۱۹ مهٔ ۱۹۸۸) بازیکن فوتبال اهل فرانسه است.
از باشگاه‌هایی که در آن بازی کرده‌است می‌توان به باشگاه فوتبال کن و باشگاه فوتبال ستاره سرخ اشاره کرد.